# Achaeus japonicus
Crabe orang-outang
Espèce
Achaeus japonicus, communément nommé Crabe orang-outang appartient à la famille des Inachidae, les crabes-araignées.

## Description

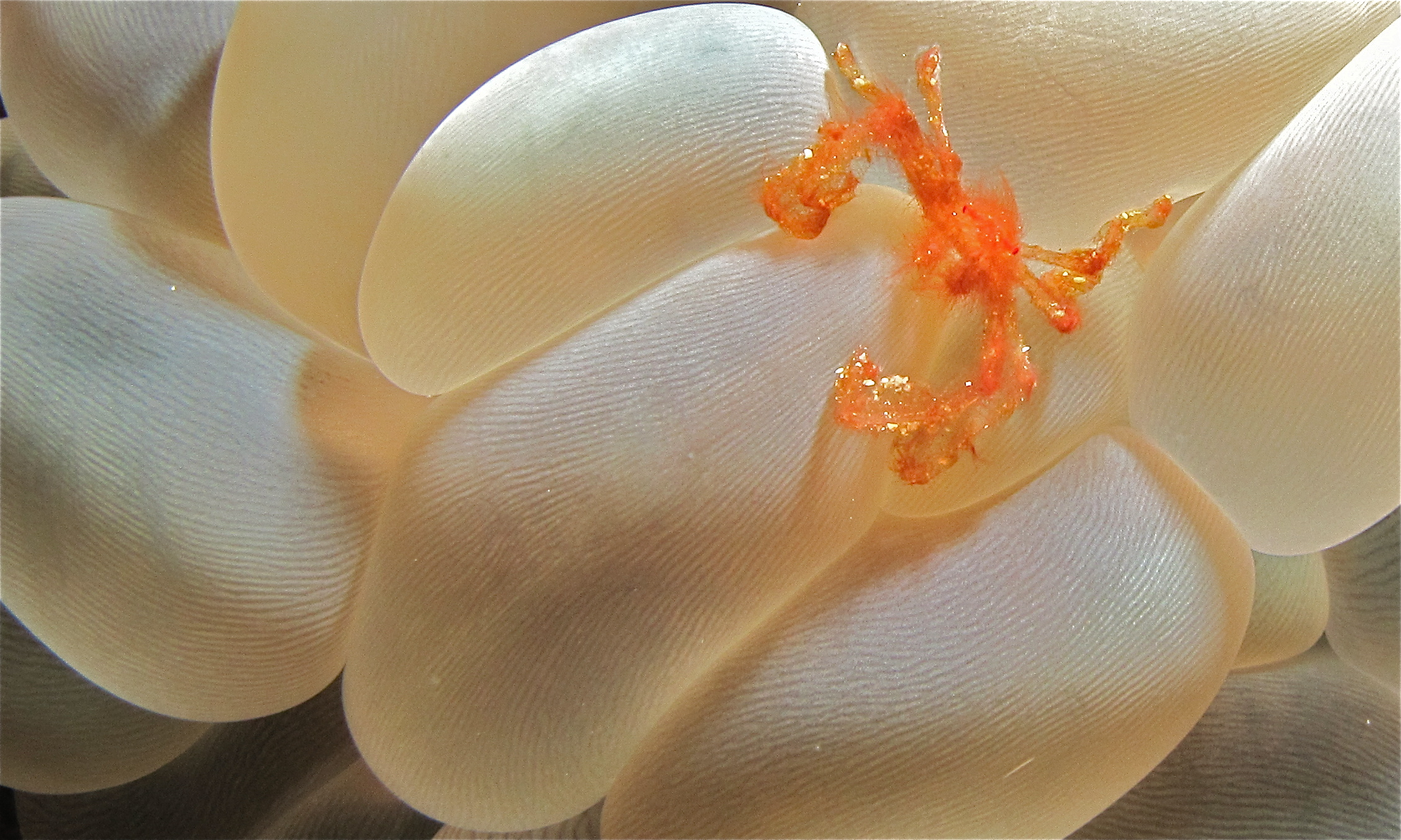
Achaeus japonicus sur un corail bulles (Plerogyra sinuosa) (Sulawesi, Indonésie)

La carapace d'Achaeus japonicus est de forme ovale et ne dépasse guère 1,2 cm de long. Ce crabe est doté de longues pattes griffues sauf la paire antérieure qui est plus petite et terminée par des pinces. Les yeux pédonculés sont rouges. Et le corps couvert de longs poils rouge-orangé. Cependant, il est possible d'observer certains individus sans poils, le corps est alors rayé brun et blanc.

## Distribution
Achaeus japonicus se rencontre surtout dans la zone tropicale centrale du bassin Indo-Pacifique.

## Habitat
Achaeus japonicus vit généralement en association avec certaines espèces de corail dur qui appartiennent à la famille des Caryophylliidae comme ceux du genre Euphyllia et également avec le corail à bulles.

## Alimentation
Achaeus japonicus se nourrit de plancton et de particules en suspension dans l'eau.

## Comportement
Achaeus japonicus est souvent observé en couple sur le corail avec lequel il est associé. Il est actif la nuit.